# Genesee (Idaho)
Genesee és una població dels Estats Units a l'estat d'Idaho. Segons el cens del 2000 tenia 946 habitants.

## Demografia
Segons el cens del 2000, Genesee tenia 946 habitants, 355 habitatges, i 275 famílies. La densitat de població era de 561,9 habitants/km².
Dels 355 habitatges en un 41,4% hi vivien nens de menys de 18 anys, en un 67,6% hi vivien parelles casades, en un 6,8% dones solteres, i en un 22,5% no eren unitats familiars. En el 18,3% dels habitatges hi vivien persones soles el 5,1% de les quals corresponia a persones de 65 anys o més que vivien soles. El nombre mitjà de persones vivint en cada habitatge era de 2,66 i el nombre mitjà de persones que vivien en cada família era de 3,04.
Per edats la població es repartia de la següent manera: un 30,5% tenia menys de 18 anys, un 4,5% entre 18 i 24, un 33,5% entre 25 i 44, un 23,8% de 45 a 60 i un 0% 65 anys o més.
L'edat mediana era de 34 anys. Per cada 100 dones de 18 o més anys hi havia 102,8 homes.
La renda mediana per habitatge era de 42.167 $ i la renda mediana per família de 47.794 $. Els homes tenien una renda mediana de 32.500 $ mentre que les dones 25.865 $. La renda per capita de la població era de 19.576 $. Aproximadament el 4,4% de les famílies i el 6,2% de la població estaven per davall del llindar de pobresa.

## Poblacions més properes
El següent diagrama mostra les poblacions més properes.